# 桑沢デザイン研究所の人物一覧
桑沢デザイン研究所の人物一覧（くわさわデザインけんきゅうしょのじんぶついちらん）は、桑沢デザイン研究所に関係する人物の一覧である。

## 歴代所長
1. 桑澤洋子
2. 根田みさ
3. 高山正喜久
4. 栄久庵憲司
5. 氣賀健三
6. 横山徳禎
7. 市瀬昌昭
8. 小田一幸
9. 内田繁
10. 浅葉克己
11. 工藤強勝
12. 佐藤竜平(2023年4月就任)

## 著名な出身者（中退者含む)
太字は所長経験者。◯は桑沢賞受賞者。

### あ - お
- 青木健二 - 写真家
- 青葉益輝 - アートディレクター・グラフィックデザイナー
- 浅葉克己 - アートディレクター・グラフィックデザイナー
- 安斎肇 - イラストレーター、タレント
- ANI - スチャダラパー
- 五十嵐久枝 - インテリアデザイナー ◯
- 石津祥介 - ファッションデザイナー
- 稲川淳二 - タレント、インダストリアルデザイナー、怪談家
- 今沢哲男 - アニメーション監督
- 植田いつ子 - ドレスデザイナー
- うるまでるび - アニメーション、キャラクター作家
- 潮田登久子 - 写真家
- 内田繁 - インテリアデザイナー ◯
- 遠藤享 - グラフィックデザイナー
- 大熊肇 - グラフィックデザイナー
- 太田徹也 - グラフィックデザイナー
- 奥秋泰男 - 映画監督、CMディレクター、実業家
- 奥村靫正 - アートディレクター・グラフィックデザイナー
- おかべてつろう -イラストレーター、グラフィックデザイナー、画家
- 小田島等 - イラストレーター、デザイナー
- オノデラユキ - 写真家 ◯
- 小野令夫 - インテリアデザイナー

### か - こ
- かせきさいだぁ≡ - ラッパー・ミュージシャン・作家
- 金山元太+金山千恵 - プロダクトデザイナー
- 金子ナンペイ - イラストレーター
- 川瀬陽太 - 俳優
- 河原光 - グラフィックデザイナー
- 京極夏彦 - 作家（中退） ◯
- 北岡節男 - インテリアデザイナー ◯
- 久家英和 - デザイナー
- 工藤強勝 - エディトリアルデザイナー ◯
- 倉俣史朗 - インテリアデザイナー
- 小島奈保子 - 現代切り絵作家　◯
- 牛腸茂雄 - 写真家
- 五味太郎 - 絵本作家
- 近藤一弥 - グラフィックデザイナー、装丁家 ◯

### さ - そ
- 佐々木苑子 - 染織家
- 下田昌克 - アーティスト　◯
- 白根ゆたんぽ - イラストレーター ◯
- 鈴木八朗 - アートディレクター、グラフィックデザイナー
- 瀬川冬樹 - 工業デザイナー 、オーディオ評論家
- 惣田紗希 - グラフィックデザイナー、イラストレーター

### た - と
- 高田唯 - アートディレクター・グラフィックデザイナー ◯
- 高梨豊 - 写真家
- 高橋俊之 - グラフィックデザイナー、パッケージデザイナー、ガリガリ君のイラストレーター ◯
- 高村是州 - イラストレーター、服飾研究家
- 滝沢直己 - ファッションデザイナー　◯
- 田代卓 - イラストレーター ◯
- 田村大 - アーティスト・イラストレーター
- たむらしげる - イラストレーター
- 団塚栄喜 - ランドスケープデザイナー ◯
- 戸田ツトム - グラフィックデザイナー、エディトリアルデザイナー ◯

### な - の
- 中西元男 - CI・経営コンサルタント
- 長友啓典 - グラフィックデザイナー

### は - ほ
- 藤原カムイ - 漫画家　◯
- 藤田恭一 - ファッションデザイナー
- BOSE - スチャダラパー
- 藤城成貴 - プロダクトデザイナー

### ま - も
- 牧鉄馬 - 映像ディレクター・グラフィックデザイナー ◯
- 松本弦人 - グラフィックデザイナー ◯
- 松山智一 - 美術作家
- 三浦和人 - 写真家
- 水谷孝次 - アートディレクター・グラフィックデザイナー ◯
- 道吉剛 - グラフィックデザイナー
- 森井ユカ - 立体造形家・イラストレーター ◯
- 茂呂真由美 - ゲームクリエイター・キャラクターデザイナー

### や - よ
- 矢野宏史 - インダストリアルデザイナー ◯
- 矢萩喜従郎 - グラフィックデザイナー・建築家 ◯
- 矢吹申彦 - イラストレーター
- 山下和正 - 建築家、工業デザイナー
- 吉岡徳仁 - デザイナー　◯
- 山田脩二 - 写真家、瓦師
- 山本まもる - イラストレーター・絵本作家
- 吉泉聡 - デザイナー ◯
- 山本あり- エッセイ漫画家・イラストレーター

### わ
- 渡辺直樹 (イラストレーター) - イラストレーター

### A - Z
- Mummy-D(RHYMESTER) - ラッパー・ミュージシャン
- U. G. サトー - イラストレーター・グラフィックデザイナー